# Generationenwechsel
In der Organisationssoziologie bezeichnet man als Generationenwechsel den in Intervallen auftretenden Wechsel von Organisationsmitgliedern einer Generation zur nächstjüngeren Generation. Solche Generationswechsel werden beispielsweise in Betrieben, Parteien und Sportmannschaften beobachtet.
Für diese Wechsel gibt es unterschiedliche Ursachen. Bei jüngeren Organisationen wurden mit Gründung der Organisation häufig gleichaltrige Personen im erwerbsfähigen Alter angestellt. Wächst oder schrumpft die Organisation nicht wesentlich, so sind Stellen erst dann wieder zu besetzen, wenn diese Gründergeneration etwa gleichzeitig aus dem Erwerbsleben ausscheidet. Eine weitere Begründung ist, dass in bestehende Teams (oder Führungsriegen) häufiger gleichaltrige neu aufgenommen werden als jüngere oder ältere Personen.
Die Betriebswirtschaftslehre befasst sich mit Schwierigkeiten der Führungsweitergabe bei Generationenwechseln. In der soziologischen Forschung steht beispielsweise der Wissenstransfer bei Generationenwechseln im Vordergrund.